# 瓦奇瓜科查湖
11°37′33.8″S 76°20′15.5″W / 11.626056°S 76.337639°W
瓦奇瓜科查湖（Wachwaqucha），是秘魯的湖泊，位於該國中南部利馬大區的瓦羅奇里省，處於安第斯山脈，該湖泊在米爾波山和瓦奇瓦山西北面。